# Sous les yeux de Sophie
Albums de Soan
Tant pis Sens interdits
Singles
1. A tire d'aile
Sortie : 20 février 2012

Sous les yeux de Sophie est le deuxième album de Soan, sorti le 26 mars 2012,.

## Liste des titres
1. S'il y a du monde - 3:48 (ft. Christian Olivier)
2. Pas peur du ciel - 3:49
3. À tire d'aile - 2:54 (ft. Melissmell)
4. Paris - 3:28
5. Drosophyle - 3:46
6. Les z'anges - 3:09
7. 1 heure de plus - 2:58
8. Pour de bon - 2:27 (ft. Jean Corti à l'accordéon)
9. De mémoire d'enfant - 2:56 (ft. Christian Olivier)
10. C'est pour ça - 2:55
11. Inch Alleluia - 2:51 (ft. Damien Badey au piano)
12. Make me sober - 3:34
13. Dam didam - 2:42 (ft. Jean Corti à l'accordéon)
14. Je reste - 3:53